# Harry Barlow
Harry Sibthorpe Barlow (5. april 1860 i Hammersmith, London - 16. juli 1917 i Kennington, London) var en engelsk tennisspiller, der var aktiv fra ca. 1883 til ca. 1900.
Barlow vandt sin første større turnering i 1888, da han sejrede i West of England Championships, hvor han besejrede James Baldwin i finalen med 6-4, 6-3, 8-10, 3-6, 8-6. Hans gennembrud i Wimbledon kom i 1889, hvor han spillede sig frem til all comers-finalen, hvor han tabte til den senere mester, William Renshaw. Historien gentog sig i 1890, hvor han tabte i all comers-finalen til den senere mester, Willoughby Hamilton. Barlow opnåede aldrig at vinde Wimbledon-titlen i herresingle, men i 1892 vandt han herredoubletitlen sammen med Ernest Lewis.
Barlow opnåede ca. 30 turneringssejre i karrieren, herunder to titler i South of England Championships, som dengang var en betydningsfuld turnering, og tre titler i Queens Club Tournament.

## Turneringssejre

### Single
- South of England Championships: 1891, 1892
- West of England Championships: 1888, 1890, 1891
- North of England Championships: 1891, 1892
- Queens Club Tournament: 1890, 1891, 1895
- Queens Covered Court Championships: 1890, 1891
- London Athletic Club: 1889
- Exmouth: 1894
- Highland Chamionships: 1897
- Kent Championships: 1889, 1892, 1893, 1895
- Leamington: 1894, 1895
- Middlesex Championships: 1894, 1895
- Midland Counties Championships: 1892
- Northumblerland Championships: 1895
- Surrey Championships: 1892
- Teignmouth and Shaldon: 1895
- Welsh Championships: 1891, 1892

### Double
- Wimbledon Championships: 1892